# Cá hồi trắng Bắc Cực
Cá hồi trắng Bắc Cực (danh pháp khoa học: Coregonus autumnalis) là một loài cá hồi trắng nước ngọt sinh sống ở các khu vực Bắc Cực của Siberia, Alaska và Canada. Nó cũng có một loài bà con sinh sống ở nước ngọt ở nhiều hồ của Ireland, gọi là pollan, có khả năng được xem là cùng loài với nó hoặc là một loài riêng biệt.
Loài cá hồi Omul của hồ Baikal, trước đây được xem là một phân loài Coregonus autumnalis migratorius của cá hồi trắng Bắc Cực, không có mối quan hệ di truyền với nó, nay được phân loại là một loài riêng biệt Coregonus migratorius.

## Hình ảnh

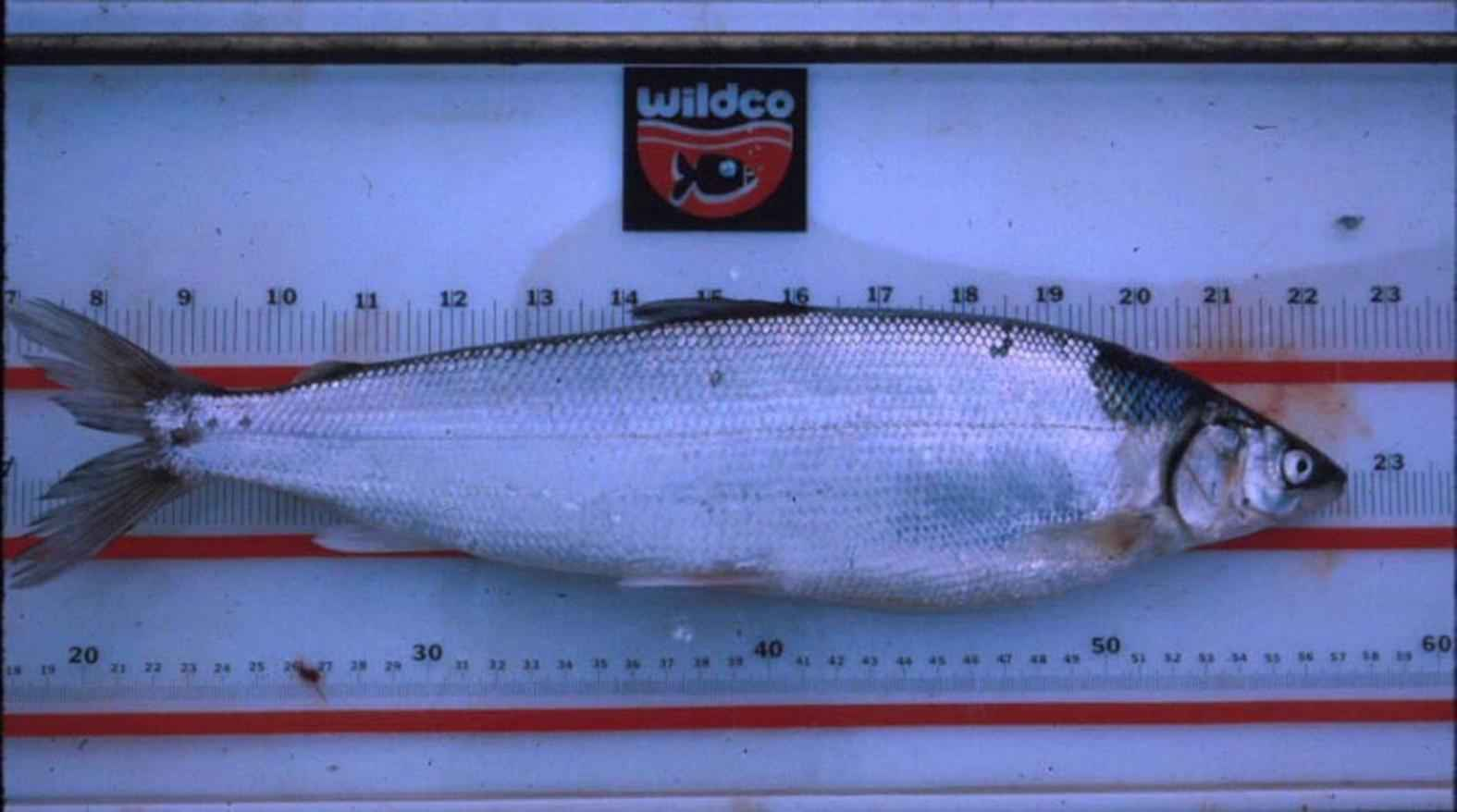